# Isabel María de Guzmán
Isabel de Guzmán (7 de octubre de 1607-1 de mayo de 1640) fue una noble española conocida especialmente  por sus relaciones familiares.

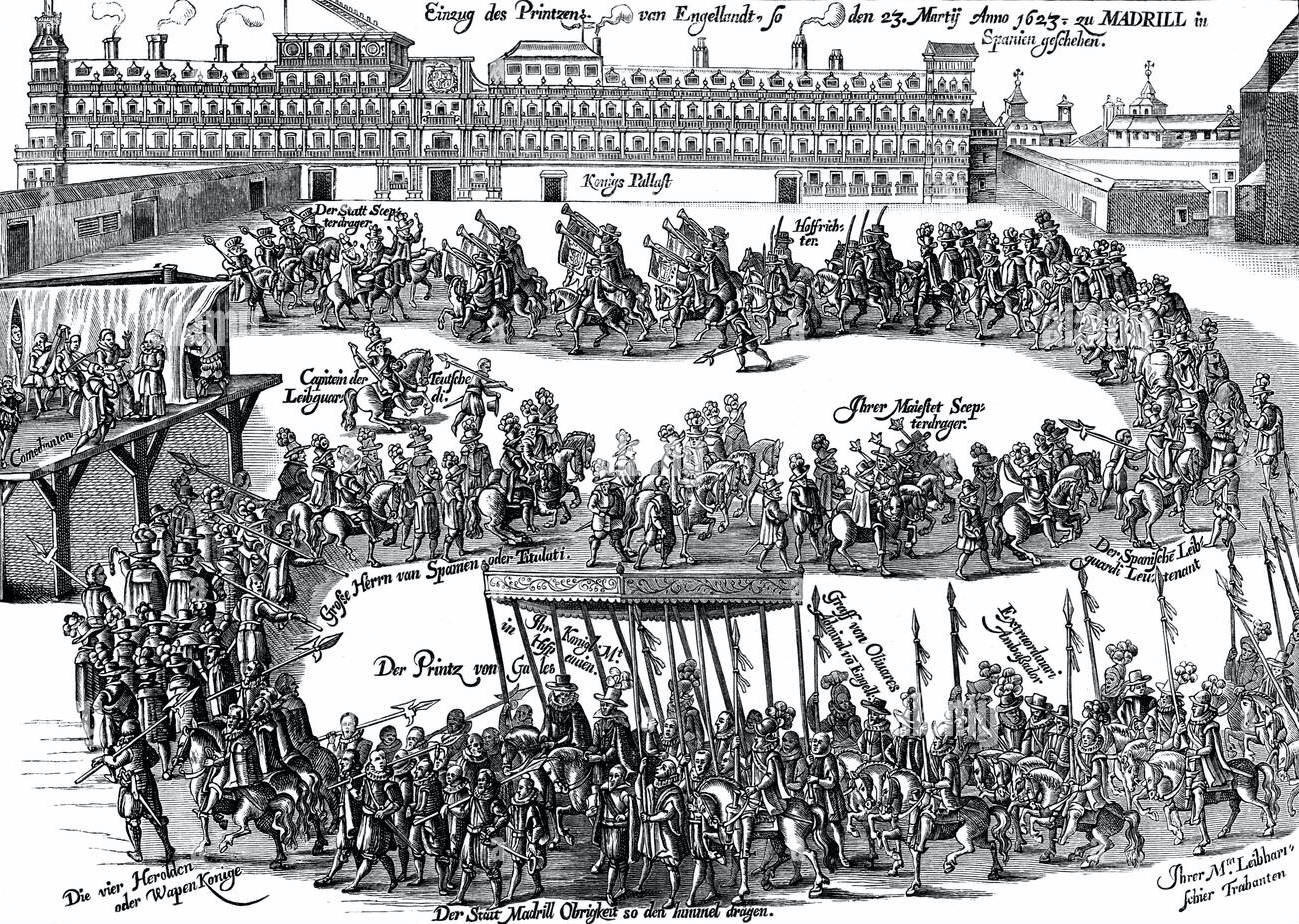
Vista de la fachada principal del Alcázar de Madrid en la entrada de Carlos, príncipe de Gales en 1623, en ese año Isabel servía en la corte (que residía principalmente en el Alcázar) como menina de Isabel de Borbón.

## Biografía
Fue hija de Gabriel Núñez de Guzmán, señor de Toral y Aviados (que, en 1612, sería hecho I marqués de Toral) y su esposa Francisca de Guzmán. Tuvo un hermano, Ramiro.
Hacia principios de la década de 1620, su pariente, Gaspar de Guzmán, conde-duque de Olivares que era valido de Felipe IV solo contaba con una hija, María, de habida de su matrimonio con Inés de Zúñiga. El valido buscó a Ramiro para que sirviese de esposo de su hija María. El conde-duque también buscó el nombramiento de Isabel como menina de la reina Isabel de Borbón. 
En 1624 por influencia del conde-duque se concertó el matrimonio de Isabel con Bernardino Fernández de Velasco y Tovar, condestable de Castilla y VI duque de Frías.
El 30 de septiembre de 1624 Isabel y el Condestable se desposaron en el Real Alcázar de Madrid. Unos días, después, el 15 de octubre se firmaron las capitulaciones del matrimonio y al día siguiente se velaron en la capilla real del Alcázar siendo padrinos los reyes Felipe IV e Isabel de Borbón. Ese día, Isabel tuvo el privilegio de comer con los reyes y con la infanta María (hermana de Felipe IV) en la misma mesa, aunque como describe Gascón de Torquemada: “en una esquina en silla rasa”. Después, a las 6 de la tarde fue conducida a casa de su marido por el rey. Con motivo de estas bodas se celebró una serie de festividades y fiestas en Madrid, que incluyeron una mascarada. En estas fiestas participó la alta nobleza, incluyendo a Wolfgango Guillermo, duque de Neoburgo, que estaba visitando Madrid.
Al poco tiempo de haberse velado, el 13 de noviembre de 1624, pasó al Real Alcázar a besar la mano de la Reina (y tomar almohada como grande de España), siendo amadrinada por Ana Enríquez de Cabrera y Colonna, duquesa consorte de Alburquerque.
En 1625 Lope de Vega publicó su comedia La discreta venganza, dedicada a Isabel.
Tras su matrimonio tuvo distintos hijos que murieron en corta edad: N (nacido el 16 de noviembre de 1625); N, conde de Haro (21 de febrero de ¿?-14 de febrero de 1628); que serían seguidos por otros hijos del matrimonio que superaron la infancia:
- Íñigo Melchor Fernández de Velasco, VII duque de Frías.
- Juana de Velasco y Tovar, que casó tres veces, la primera con Enrique Felípez de Guzmán, hijo ilegítimo del Conde-duque Olivares, quien sería I marqués de Mairena y II duque de Sanlúcar la Mayor, con quien tuvo un hijo que no llegó a la edad adulta. Más tarde casó con Alonso Melchor Téllez-Girón y Pacheco y por última vez con Juan Enríquez de Borja, VII marqués de Alcañíces.
- Catalina de Velasco (-1641) enterrada en el convento de San Francisco de Madrid.[10]
- Francisco Baltasar de Velasco (c.1637 - c.1690), V marqués de Berlanga, casado con  María Catalina de Carvajal Cobos Mendoza y Manrique, IV marquesa de Jódar, con descendencia.
- Andrea de Velasco (c.1640-1685), casada en primeras nupcias en 1651 con Manuel Enríquez de Almansa, X conde de Alba de Liste, con descendencia; y en segundas nupcias con Lorenzo de Cárdenas, XIII Conde de la Puebla del Maestre.

Murió el 1 de mayo de 1640.